# 오형식 (1932년)
오형식(1932년 4월 5일 ~ 2006년 9월 2일)은 대한민국의 비전향 장기수이다.

## 생애
경기도 시흥군 신동면의 빈농 가정 출신이다. 어머니는 오형식이 어릴 때 중풍으로 쓰러져 몸이 불편하였고 가족이 모두 오두막에 거주하며 밥을 빌어 연명할 정도로 극도로 가난했다.
태평양 전쟁 종전 직후인 1946년에 경복고등학교의 전신인 경복중학교에 입학하였다. 경복중학교에 재학 중이던 1950년에 한국 전쟁이 발발하자 조선민주주의인민공화국을 지지하며 인민의용군으로 입대하였다.
월북 후 평양 지방경비성 기술연구소에서 근무하였다. 이후 김일성종합대학에 입학하여 1963년에  화학부를 졸업하고 원산농업대학에서 화학을 강의하는 상급 교원으로 채용되었다. 상급교원은 대한민국 대학의 조교수에 해당한다.
1969년에 공작원으로 선발되어 남파되었으나 별다른 활동은 하지 못하고 남파된 지 열흘 만인 1969년 6월에 체포되었다. 재판에 회부되어 무기징역형을 선고받고 장기수가 되었다. 수감 중에 전향을 권유받았으나 전향하지 않았고 약 30년 동안 복역한 끝에 김대중 정부의 특사로 1999년에 석방되었다.
2000년 6·15 남북 공동선언에 의해 조선민주주의인민공화국으로 송환되었고 조국통일상을 받았다. 4년 후인 2006년에 송환된 장기수 가운데 일곱 번째로 죽었고 애국렬사릉에 묻혔다.

## 참고자료
- 김만수 외 12인 (2003). 〈조국의 아들로 산다는 것은 (오형식)〉. 《신념과 의지의 강자들 -  비전향 장기수들의 수기 4》. 평양: 평양출판사.